# سنت ترکی-مغولی

اردوی زرین و خانات جغتای در سال ۱۳۳۵ میلادی

ترکی-مغولی یا سنت ترکی-مغولی یک سنت فرهنگی بود که در قرن چهاردهم، در آسیای مرکزی میان حاکمان خانات جغتای و اردوی زرین به وجود آمد. بسیاری از مناطق آسیای مرکزی به شدت تحت تأثیر این سنت قرار گرفتند که خانات قزاق، خانات قازان و اردوی نوقای از این جمله بودند. گرویدن مغول‌ها به دین اسلام، به پیشرفت بیشتر و ادغام آنها با اقوام تُرک مسلمان که در بین مردم غالب بودند، کمک کرد. بدون شک بقایای زبان‌های ایرانی در این منطقه تقریباً در همان زمان ناپدید شد. در همان دوران قدرت برخی از طوایف تُرک، برلاس، آرلات و سولدوز به‌طور قابل ملاحظه‌ای افزایش یافت و آنها حتی توانستند نفوذ خود را در بخشهای زیادی از افغانستان کنونی نیز گسترش دهند. در قسمت شرقی خاقانات جغتای، پذیرش اسلام با مخالفت شدید روبرو شد و در دهه‌های اولیه قرن چهاردهم میلادی به عنوان یک مذهب اقلیت باقی ماند، در آنجا نیز گسترش اسلام به دنبال تُرک شدن مردم صورت گرفت، به گونه‌ای که منطقه تُرک‌زبان به سمت شرق نیز گسترش یافت. طبقه حاکم مغول در طول قرن سیزدهم زبان خود را از مغولی به ترکی تغییر دادند. برتری قبایل تُرک در ارتش مغول، این واقعیت را به خوبی توضیح می‌دهد پیش از اینکه در سال ۱۴۰۰میلادی تُرکی تا حد زیادی جایگزین زبان مغولی در آسیای غربی و مرکزی شده باشد که چگونه قبایل مغول در فرارود (مانند قبیله تیمور، یعنی برلاس) در اواسط قرن چهاردهم میلادی تُرک‌زبان شدند.
نخبگان حاکم مغول این خاندان‌ها سرانجام در جمع ترک‌ها که آنها را فتح و بر آن حکمرانی کردند، جمع شدند، بنابراین به عنوان تورکو-مغول‌ها شناخته شدند. این نخبگان به تدریج اسلام (از مذاهب قبلی مانند تنگری‌باوری) آوردند و همچنین زبان‌های ترک را پذیرفتند، در حالی که نهادهای سیاسی و حقوقی مغول را حفظ کردند.
تُرک-مغول‌ها پس از فروپاشی امپراتوری مغول بسیاری از دولت‌های اسلامی را تأسیس کردند، مانند خانات تاتار که جانشین اردوی زرین شد (یا خانات کریمه، خانات آستراخان، خانات قازان، خانات قزاق) و امپراتوری تیموری که جانشین خانات جغتای در آسیای میانه شد.
بابر، شاهزاده تُرکی-مغولی و نوه تیمور، امپراتوری گورکانی را بنیان نهاد، که تقریباً در تمام شبه‌قاره هند حکمرانی می‌کرد.
تُرک‌ها و تاتارها همچنین در دوره سلطنت مملوک با اعمال اقتدار سیاسی و نظامی بر بخشی از مصر حکومت کردند.
این نخبگان ترکی-مغولی به حامیان سنت ترکی-ایرانی تبدیل شدند که فرهنگ غالب مسلمانان آسیای مرکزی در آن زمان بود. در قرن‌های بعدی، فرهنگ ترکی-ایرانی با سیطره بر فرهنگ ترکی-مغولی به مناطق همسایه گسترش یافت و در نهایت به فرهنگ غالب طبقات حاکم و نخبه آسیای جنوبی (شبه‌قاره هند) به ویژه شمال هند (امپراتوری گورکانی)، آسیای میانه، حوضه تاریم (شمال‌غربی چین) و بخش‌های وسیعی از خاورمیانه تبدیل شد.

## پیشینه
تا پیش از دوره چنگیز خان، اقوام تُرک و مغول‌ها، وام واژه‌های بسیاری رد و بدل کرده بودند، که در این میان تأثیر زبان‌های تُرکی بیش از زبان مغولی بود. هرچند قرن‌ها پیش از آن (از هزاره اول پیش از میلاد) نیز یک سنت ترکی-مغولی وجود داشته است که بیانگر رواج وام‌واژگانی گسترده از زبان نیاتُرکی به زبان نیامغولی است. زبانهای ترکی و مغولی، به جز شباهت‌های لغوی، در ضمایر شخصی خود نیز دارای تشابهی گسترده هستند که به نظر می‌رسد مربوط به پیش از این دوران بوده و قبلاً پیش از افول اقوم ترک در حدود سال ۵۰۰ قبل از میلاد وجود داشته است. یک دوره کاملاً قدیمی‌تر از تماس طولانی مدت زبان بین زبانهای ترکی و مغولی با شباهتهای واج‌شناختی، دستوری و تایپولوژیک بیشتر و اساسی‌تر نشان داده می‌شود (به عنوان مثال هماهنگی واکه‌ای، عدم جنس دستوری، هم‌چسبی گسترده، قوانین آواشناسی و واج‌شناسی بسیار مشابه). در گذشته، چنین شباهت‌های به یک رابطه تکوینی زبانی نسبت داده می‌شد و منجر به استقبال گسترده از یک خانواده زبان‌های آلتایی شده بود. در تحقیقات اخیر، به دلیل عدم نمایش قطعی رابطه تکوینی این زبان‌ها، این شباهت‌ها به این سه دوره شناخته شده تماس زبانی تقسیم شده‌اند. این شباهت‌ها منجر به پیشنهاد یک ناحیه همگرایی زبانی شمال‌شرقی آسیا شده است که شامل خانواده زبان تونگوزی، کره‌ای و ژاپنی نیز می‌شود، اگرچه ترکی و مغولی گسترده‌ترین شباهت‌ها را نشان می‌دهند. طبق تحقیقات اخیر، دوگانه‌گی وجود دارد که (این دو زبان) از نظر ریشه یکسان محسوب شوند، در واژگان زبان مغولی وام‌واژه‌های ترکی یافت می‌شود، همچنین در میان لغات مغولی که از زبانهای دیگر وارد شده است، زبان ترکی بیشترین سهم را دارد.

## زبان

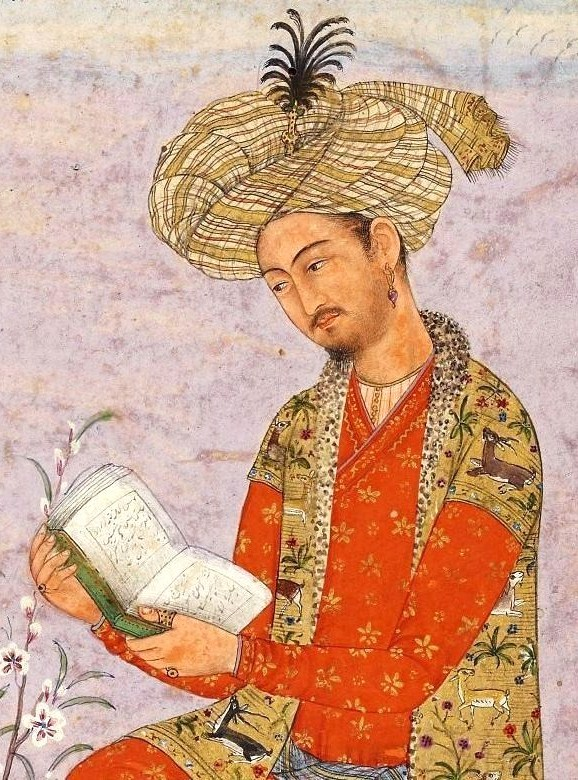
ظهیرالدین بابر

به دنبال فتوحات مغول، نخبگان دولت‌های جایگزین امپراتوری مغول، روند یکسان شدن با جمعیت‌های غیر مغول که بر آنها حاکم بودند را آغاز کردند. جمعیت اردوی زرین عمدتاً ترکیبی از تُرک‌ها و مغول‌ها بود که بعدها اسلام را پذیرفتند، همچنین اقلیتی از فین‌واوگری‌ها، الانان، اسلاوها و مردم قفقاز، و غیره (اعم از مسلمان یا غیرمسلمان) را نیز شامل می‌شد. بیشتر جمعیت اردوی زرین، تُرک بودند: مانند قپچاق‌ها، کومان‌ها، بلغارستان ولگا، و دیگران. اردوی زرین به تدریج تُرک شد و هویت مغولی خود را از دست داد، در حالی که فرزندان جنگجویان مغول اصلی باتو طبقات بالای حکومت را تشکیل می‌دادند. روس‌ها و اروپایی‌ها معمولاً به آنها تاتار می‌گفتند. روس‌ها این نام مشترک را برای این گروه تا قرن بیستم حفظ کردند. در حالی که بیشتر اعضای این گروه خود را با نام‌های قومی یا قبیله‌ای معرفی می‌کردند، اکثر آنها خود را مسلمان می‌دانستند. بیشتر مردم، اعم از کشاورز و عشایر، زبان قپچاق را پذیرفتند که پس از فروپاشی اردوی زرین، به زبان‌های منطقه‌ای گروه‌های قپچاق تبدیل شد.
در خانات جغتای، زبان تُرکی که توسط نخبگان مغول پذیرفته شد، به زبان جغتایی معروف شد که از زیرمجموعه‌های زبان ترکی قارلقی بود. زبان جغتایی زبان مادری سلسله تیموریان بود، یک سلسله ترکی-مغولی که پس از انحطاط خانات جغتای قدرت را در آسیای مرکزی بدست گرفته بود. جغتای سلف شاخه مدرن قارلقی زبانهای ترکی است که شامل ازبکی و اویغوری است.

## همچنان ببینید
- برلاس
- فتوحات مغول
- مهاجرت مردمان ترک
- فرهنگ ترکی-ایرانی
- فرهنگ هندی-ایرانی